# Aristolochia kerrii
Aristolochia kerrii là một loài thực vật có hoa trong họ Aristolochiaceae. Loài này được Craib mô tả khoa học đầu tiên năm 1911.